# Eubea
|  | Per a altres significats, vegeu «Eubea (mitologia)». |

Eubea (grec: Εύβοια, pronunciat [évia]; grec antic: Εὔβοια, pronunciat [éwboja]; llatí: Euboea), a l'edat mitjana coneguda com Negrepont (italià: Negroponte), és una illa de Grècia, la més gran després de Creta, situada al nord de l'Àtica i a l'est de Beòcia, de la qual és per l'estret d'Eurip, que és superat per un pont que l'uneix al continent.
Conforma la unitat perifèrica d'Eubea (4.167 km² i 220.000 habitants) juntament amb l'illa d'Esciros i un petit territori de la Grècia continental a l'altra banda de l'Eurip, i que al seu torn fa part de la regió de la Grècia Central. La capitat és Calcis (grec: Χαλκίδα, Khalkida).

## Geografia

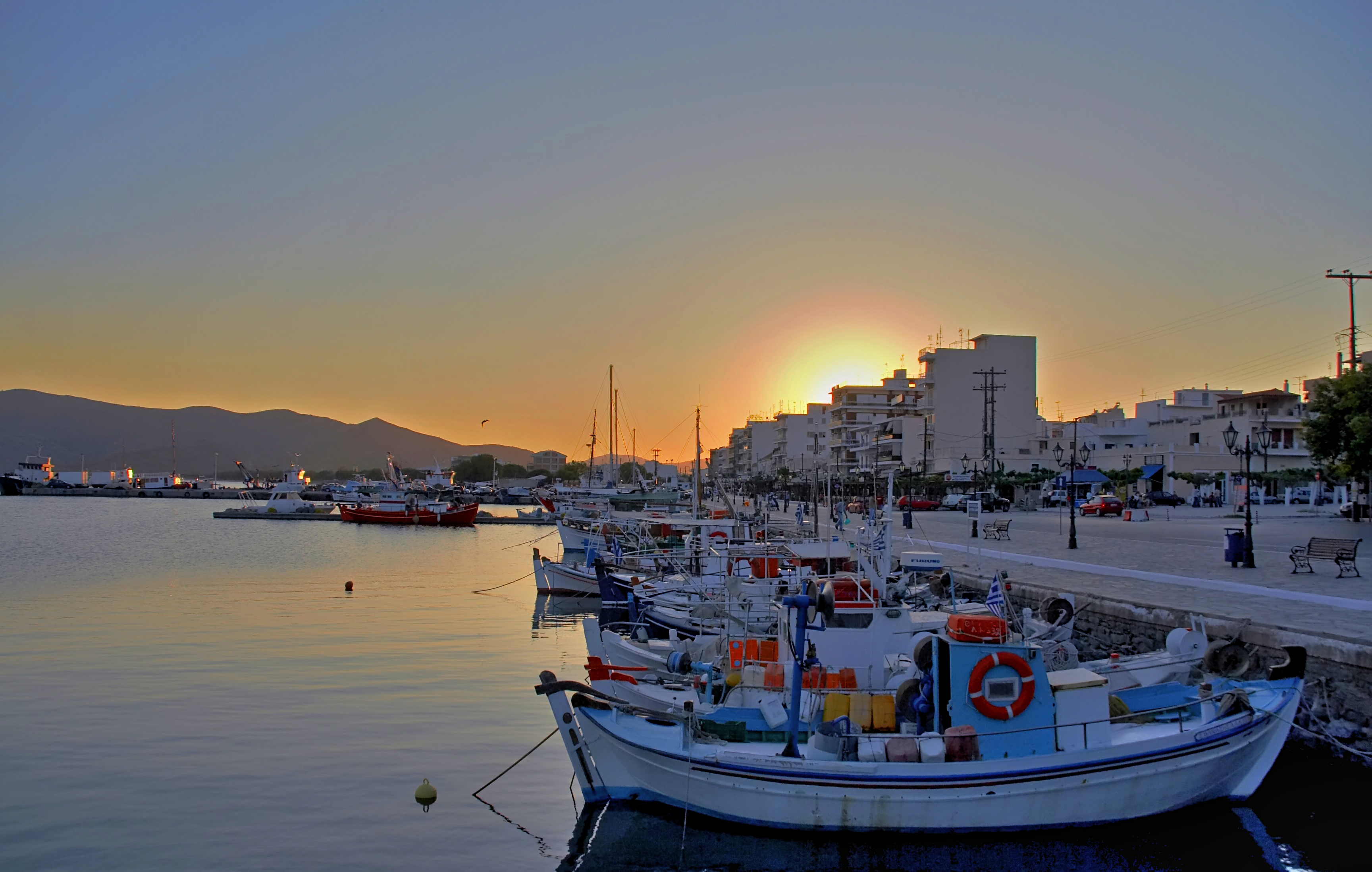
El port de Carist, al sud de l'illa.

La separa del continent el golf d'Eubea, dividit en la part nord (Golf Nord, o Canal d'Atalante) i la del sud (Golf Sud, o Canal d'Erètria) separades per l'estret d'Eurip, just davant la capital. Al nord, és separada de Tessàlia per l'estret d'Artemísion o d'Òreos, d'una amplada d'uns 6 km. És una illa muntanyosa, amb tres serralades principals: una al nord, una al sud, i la més important al centre. El puig més alt és el Dirfis (grec: Δίρφυς o Δίρφη), de 1.745 metres, a la zona central; al sud, l'Oque gairebé arriba als 1.400 metres, mentre que al nord el Telethrio fa 970 metres. L'estret de Cafereu (grec: Καφηρέας, Kafiréas) separa el sud d'Eubea de l'illa d'Andros.
Al nord-oest, davant el golf Malíac, hi ha el cap Ceneu (grec: Κήναιον), dit també Likhada (grec: Λιχάδα), un promontori que s'alça a 864 metres; per la seva banda, al nord, davant la península de Magnèsia, hi ha el cap Artemísion, on els grecs tengueren una gran victòria naval sobre els perses el 480 aC. Al sud, mirant cap a Esciros i Lesbos, hi ha el cap Cafereu (grec: Καφηρέας, Kafiréas), i mirant a Andros, el cap de Gerest, que acollia un temple a Posidó. A la costa nord-oriental, destaquen els caps d'Oktonià, de Cime i Sarakínikon. Mesura 145 km de nord a sud i fa 48 km en el punt més ample, però a la part més estreta només en són 6,5.
L'illa no té rius rellevants, només riuets de poca importància. Els conreus són mediterranis, amb vinya, olivera, cereals, hortalisses i també el tabac, i hi predomina la ramaderia (ovins i caprins). Hi ha jaciments de lignit, bauxita i magnesita. Les fàbriques són poques i concentrades entorn de Calcis; en destaquen les de paper i de ciment.

## Nom
El nom d'Eubea (grec antic: Εὔβοια) és format pels mots εὖ 'bo' i βοῦς 'bou', és a dir, 'terra de bons bous'.
A l'edat mitjana, l'illa fou coneguda pel nom de la seva capital, que ja no s'anomenava Calcis, ans prengué el nom de l'estret d'Eurip, de gran importància pel comerç i el transport de l'illa i de tota la regió. Llavors, el nom ja s'havia deformat en Έγριπος, Égripos, per la confusió freqüent entre [v] i [γ]. D'aquí prové la variant italiana Negroponte (en català medieval, Negrepont), popular a tota l'Europa Occidental fins ben entrat el segle xix per referir-se a l'estret, a la capital i a l'illa. El procés parteix del sintagma grec στὸν Ἔγριπον 'cap a l'Eurip', interpretat com a στὸ Νέγριπον pels francs i els venecians de la Quarta Croada, que per etimologia popular entenien que era format per l'adjectiu romànic negre i el substantiu també romànic pont, com si fes referència al pont que travessava l'estret. El nom de l'illa en turc, Eğriboz, també prové de la forma grega Égripos. En grec, l'illa recuperà el nom d'Eubea a partir de la Independència a començament de segle xix. Seguint la pronúncia del grec modern es pronuncia [évia] (mentre que en grec antic la pronúncia era [éwboia]).
Com era costum entre els antics, es deia que l'illa havia tengut diversos noms. Estrabó esmenta el nom de Macris, en referència al fet que era llarga i estreta. Altres noms eren metonímies, com Hel·lòpia (pròpiament un districte al nord de l'illa), Oque (derivat del mont Oque) i Abàntida (derivada dels abants, que segons es deia havien estat els antics pobladors). Pel que fa al nom d'Eubea, la llegenda el relacionava, per etimologia popular, amb la vedella d'Io, que es deia que Èpaf havia criat a l'illa. Altrament, però, s'atribuïa el nom a Eubea, una filla d'Asop.

## Història

### Edat antiga
Segons el mite, antigament l'illa era poblada pels abants, i així ho indica Homer. Segons Aristòtil, els abants eren un poble que provenia de Tràcia i que prengué aquest nom perquè arribaren a Eubea provinents de la vila d'Abes; en canvi, Estrabó fa derivar el seu nom d'un heroi epònim, Abant. Per altra banda, als dríops s'atribueix el poblament del sud de l'illa i la fundació d'Estira i Carist, tal com narren Heròdot i Tucídides. En qualsevol cas, en època històrica no hi ha rastre de pobladors a Eubea que no fossin grecs.
L'illa va restar al marge de les invasions dòriques, i era habitada per jonis, que segons Heròdot participaren en la colonització de l'Àsia Menor. En època històrica era dividida en sis o set póleis independents de població jònica, les més importants de les quals eren Calcis i Erètria, encarades amb la costa de Beòcia. Al nord destacava Histiea, posteriorment anomenada Òreos, i al sud Carist. A continuació, entre les més importants, es comptava Díon, Edepsos, Oròbies, Eges, Cerint, Distos i Estira, totes esmentades per Homer, que omet poblacions posteriors com Atenes Díades i Tàmines.
Al començament de l'època arcaica, Calcis i Erètria, que llavors eren de les més importants de Grècia, posseïen un comerç molt potent que els portà a fundar colònies a Macedònia, Tràcia, Sicília i la Magna Grècia. Els propietaris rurals, dedicats principalment a la ramaderia bovina, s'enriquiren amb el control de les activitats comercials, i empobrí els petits camperols lliures, que hagueren d'emigrar cap a les noves colònies. Erètria va exercir el domini sobre les veïnes Andros i Ceos, entre d'altres, i Calcis dominava les riqueses mineres de la Península Calcídica, anomenada així per les nombroses colònies que hi havia fundat. Arribaren a fundar més de trenta colònies vers el segle viii aC, de les quals destacaren Corcira i Cumes. El 735 aC fou fundada Naxos, a Sicília, i van seguir Leontins, Catana i Zancle.
No obstant això, paral·lelament la política de l'illa va estar marcada per l'enfrontament entre les dues ciutats. Atesa la seva gran proximitat, ben aviat aparegueren disputes territorials, que afectaren la plana de Lelant, reclamada per una i altra ciutat. Això causà la Guerra Lelantina, una de les primeres guerres de la Grècia històrica de què hi ha constància, i en la qual es veieren implicades ciutats com Samos, Corint, Mègara, Egina i Milet. Calcis va sortir vencedora, i va arruïnar el comerç d'Erètria, que va perdre Corcira (que caigué en l'esfera de Corint), però Calcis, esgotada per la lluita, també va perdre les seves colònies, que van caure sota influència d'altres póleis com Corint i, sobretot, Atenes.
A l'expulsió dels pisistràtides d'Atenes, Calcis s'alià amb els beocis per fer la guerra contra Atenes, però els atenesos ocuparen Eubea, derrotaren els calcidis i es repartiren les seves terres entre 4.000 ciutadans atenesos (506 aC). El 499 aC, Erètria va ajudar Milet i els jonis revoltats contra Pèrsia, i com a represàlia fou arrasada pels perses el 490 aC; per bé que fou reconstruïda, no gaire lluny del seu antic emplaçament, no va tornar a recuperar el seu antic poder.
Després de les guerres mèdiques l'illa va romandre sota influència d'Atenes, que s'hi proveïa de gra, fusta i llenya; el 445 aC les ciutats de l'illa es van revoltar, però foren reconquerides per Pèricles. El 411 aC, després de la desfeta atenesa a Sicília, es van tornar a revoltar, i a l'acabament de la guerra del Peloponnès van romandre independents i es van imposar tiranies favorables als espartans; després de la batalla de Leuctra el 371 aC, Tebes va voler imposar el seu domini, però l'illa tornà sota la influència d'Atenes, mantenint les seves tiranies. El domini atenès durà fins al 338 aC, després de la Batalla de Queronea, quan Filip II derrotà la confederació de ciutats gregues, cosa que comportà l'arribada del poder macedoni a l'illa, de la mà del tirà Càl·lies de Calcis. A partir de llavors, Eubea fou pràcticament una província de Macedònia, i així va continuar fins al 194 aC, quan els romans van imposar la seva independència al rei Felip V de Macedònia.
L'illa va romandre fidel a Roma durant la guerra contra la Lliga Etòlia, però Calcis va ser ocupada pel selèucida Antíoc III el Gran (192 aC), per bé que es va haver de retirar l'any següent. Sota domini romà fou inclosa a la província d'Acaia.

### Edat mitjana
Va restar sota domini romà i romà d'Orient fins al 1205, i formà part del tema de l'Hèl·lade. El 1205 va constituir la triarquia de Negrepont, una baronia dependent del regne de Tessalònica repartida en tres senyories (Carist, Calcis i Òreos) governades per Jaume d'Avesnes, Pegoraro Pegorari i Guimberto della Carceri i Ravano della Carceri. El primer va reconèixer el 1208 la sobirania de la República de Venècia, i els altres ho van fer el 1209; Ravano della Carceri va restar com únic baró fins a la seva mort el 1216, i deixà el poder a la seva vídua, i a continuació es va establir una triarquia amb tres senyories amb els barons emparentats. Els senyors van romandre en general sota sobirania de Venècia.
El 1255 els senyors van reconèixer la sobirania del príncep d'Acaia, però el 1259 es va restablir el domini venecià; els venecians la van fortificar el 1304 i la van conservar fins que el 1317 fou ocupada pels catalans que havien conquerit Atenes. No obstant això, els catalans van fer un tracte amb Venècia i li van retornar l'illa el 1319, cosa que va permetre millorar les relacions entre els dos estats. El 1351 l'illa fou atacada pels genovesos i defensada pels venecians i catalans. El 1365, el castell de Carist, sota la senyoria de Bonifaci Frederic, fou comprat pels venecians, que van completar així el seu domini sobre tota l'illa.

### Edat moderna
Durant la Guerra turcoveneciana de 1463 a 1479 fou conquerida pels otomans el 1470, que van desembarcar a Vurko, al sud de Negrepont, el mes de juny, i fou ocupada finalment el 12 de juliol de 1470; la guarnició fou massacrada, i es van fer 15.000 presoners, i finalment la República va reconèixer la sobirania otomana pel tractat de Constantinoble. Sota els otomans formà un sanjaq que incloïa també parts continentals i depenia del Kapudan Paixà, que hi residia sovint. El 1688, la ciutat de Negrepont va resistir un setge venecià dirigit per Morosini que va durar tres mesos.
El 1821 es va revoltar, i a la fi de la guerra de la independència fou reconeguda part de la Grècia independent.